# استیون مارکوس
استیون مارکوس (انگلیسی: Stephen Marcus؛ زادهٔ ۱۸ ژوئن ۱۹۶۲) یک هنرپیشه اهل بریتانیا است. وی از سال ۱۹۸۵ میلادی تاکنون مشغول فعالیت بوده‌است.
از فیلم‌ها یا برنامه‌های تلویزیونی که وی در آن نقش داشته است می‌توان به نینجای قاتل، رختشویخانه زیبای من، قلم‌پرها، قفل، انبار و دو بشکه باروت، خاکسترهای آنجلا، جایگاه زیبایی و چکمه‌های غیرعادی اشاره کرد.